# Nir Zidkyahu
Nir Zidkyahu (* November 1967 in Rischon LeZion, Israel) ist ein israelischer Schlagzeuger.

## Leben
Breitere Bekanntheit erlangte Zidkyahu, als er 1997 für Genesis nach dem Ausstieg von Phil Collins auf dem Album Calling All Stations sowie auf der 1998 folgenden Tour spielte.
Zidkyahu lebt seit 1992 in New York und arbeitet überwiegend als Session-Musiker. Aufgrund des schwer auszusprechenden Nachnamens nennt er sich inzwischen „Nir Z“. Sein Bruder nennt sich Tomer Z und ist ebenfalls Schlagzeuger und spielt bei Blackfield.
Mit Ray Wilson, mit dem er die Zeit bei Genesis teilte, veröffentlichte er unter dem Bandnamen Cut 1999 das Album Millionairhead.
2001 spielte er auf John Mayers Album Room for Squares.  Danach spielte er unter anderem mit  Jason Mraz, Joss Stone und Alana Davis. 2006 nahm er mit Flaw das Album Endangered Species auf sowie mit Chris Cornell dessen zweitens Solo-Album Carry On. 2009 war er Tournee-Schlagzeuger bei Billy Squier.

## Diskografie (Auszug)

### Mit Genesis
- Calling All Stations (1997)

### Mit John Mayer
- Room for Squares (2001)

### Mit Ray Wilson
- Change (2003)
- The Weight of Man (2021)

### Mit Joss Stone
- Mind, Body & Soul (2004)

### Mit Antigone Rising
- From the Ground Up(2005)

### Mit Eating Black Milk
- Playing Paul (2010)[1]